# Richard Dixon Oldham

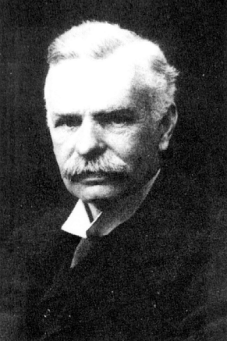
Richard Dixon Oldham

Richard Dixon Oldham (Dublin, 31 juli 1858 – Llandrindod (Wales), 15 juli 1936) was een Iers geoloog en seismoloog.
Oldhams vader, Thomas Oldham, was ook een geoloog. Richard Oldham zelf studeerde aan de Royal School of Mines (Universiteit van Londen) en ging in 1879 voor de Geological Survey of India in Brits-Indië werken.
In 1885 bezocht Oldham met de geoloog Edgeworth David Australië, waar hij sporen van vergletsjering ontdekte in Carbonische gesteenten (de zogenaamde Laat-Paleozoïsche ijstijd). In Brits-Indië bracht hij de geologie van de Himalaya in kaart.
Bij zijn onderzoek naar aardbevingen deed hij een aantal belangrijke ontdekkingen. Na bestudering van seismogrammen van de aardbeving in Assam in 1897 maakte hij in 1900 onderscheid tussen twee soorten golven in de voorschokken: longitudinale P-golven en iets later aankomende transversale S-golven. De hoofdschokken interpreteerde hij onterecht als oppervlaktegolven, dit zou later door John Rayleigh worden verbeterd.
Vanwege zijn gezondheid keerde Oldham in 1903 terug naar Engeland. In 1906 voorspelde hij dat de Aarde een gesmolten kern moest hebben, omdat er een schaduwzone voor S-golven bestaat waar deze niet aankomen (S-golven kunnen zich niet door vloeistoffen voortplanten). Definitief bewijs werd in 1926 geleverd door Harold Jeffreys.
- Biblioteca Nacional de España: XX4618425
- Gemeinsame Normdatei: 1026706335
- International Standard Name Identifier: 0000 0000 8360 968X
- Library of Congress Control Number: no2014145392
- Nationale bibliotheek van Australië: 36319159
- Nederlandse Thesaurus van Auteursnamen: 152346937
- Réseau des bibliothèques de Suisse occidentale: 02-A013110678
- LIBRIS: 398028
- SNAC: w6dc87gj
- Système universitaire de documentation: 132778955
- Trove: 1245882
- Virtual International Authority File: 17587881
- WorldCat: E39PBJkxPfFY6GMBtF3YyWTfv3